# Bubú olivaci
El bubú olivaci (Chlorophoneus olivaceus) és un ocell de la família dels malaconòtids (Malaconotidae).

## Hàbitat i distribució
Habita els boscos de les muntanyes del sud de Malawi i l'est de Zimbabwe, cap al sud, fins al sud de Moçambic i l'est i sud-est de Sud-àfrica